# Strom zařízení
Strom zařízení (anglicky device tree nebo devicetree) je v oboru počítačů označení pro datovou strukturu, která popisuje hardware daného počítače pro potřeby jádra operačního systému. Jsou v ní tak informace například o centrální procesorové jednotce, operační paměti, sběrnicích a periferiích.
Strom zařízení se rozšířil z platformy SPARC přes projekt Open Firmware a je běžně používán v Linuxu na řadě vestavěných systémů; naopak u osobních počítačů architektury x86 standardně nebývá využíván. Bývá předáván linuxovému jádru jeho zavaděčem, například U-Bootem nebo kexecem.
Významnou motivací pro zavedení zvláštní datové struktury popisující danou platformu byla snaha odlehčit zdrojovému kódu linuxového jádra od hardwarově závislých informací, což umožňuje nezávislou distribuci obrazu jádra a těchto informací. Významně je využíván především na platformě ARM.